# جندر (حمص)
جندر قرية في ناحية حسياء التابعة لمنطقة حمص في محافظة حمص في سورية. تقع شرق الطريق السريع بين حمص ودمشق وتقع بالقرب منها محطة جندر الحرارية.